# فيديريكو روسو
فيديريكو روسو (بالإسبانية: Federico Rosso) (1 يوليو 1987 بروساريو في الأرجنتين - ) هو لاعب كرة قدم أرجنتيني في مركز الدفاع. لعب مع تشاكاريتا جيونيورز وسبورتيفو ديسامبارادوس ونادي بريشيا وComisión de Actividades Infantiles ‏ وCrucero del Norte ‏.

## وصلات خارجية
- فيديريكو روسو على موقع قاعدة بيانات كرة القدم.إي يو (الإنجليزية)
- فيديريكو روسو على موقع Soccerway.com (الإنجليزية)